# فيكتور هوغو ريفيرا
فيكتور هوغو ريفيرا (بالإسبانية: Víctor Hugo Rivera)‏ هو حكم كرة قدم بيروفي، ولد في 11 يناير 1967 في أريكيبا في بيرو.